# Artefakt z Coso
Artefakt z Coso – artefakt odnaleziony 13 lutego 1961 roku przez trójkę robotników, Walleca Lane'a, Virginię Maxey i Mike'a Mikesella. Odnaleziony został podczas prac geodezyjnych w okolicy Olancha w Kalifornii. Odkrywcy określili go jako "świecę zapłonową", która została zamknięta w twardej glinie lub skale".
Początkowo wiek "świecy" określono na 500 000 lat. Krytycy stwierdzili jednak, że artefakt to efekt anomalii geologicznych i jest tworem powstałym w wyniku naturalnego procesu geologicznego.

## Odkrycie
Miksell odkrył artefakt podczas cięcia skały. W chwili gdy jego diamentowe ostrze uległo zniszczeniu, odsłonił się w skale ów przedmiot.

"Zdaniem wyszkolonego geologa, 500 000 lat zajęło "grudce skalnej" przybranie obecnej formy. - A jednak kiedy ją przecięliśmy odkryliśmy obiekt stworzony przez ludzkie ręce(...).

Jednakże tożsamość domniemanego geologa i metoda datowania "bryłki skalnej" nigdy nie została wyjaśniona, a jego wyniki prac nigdy nie zostały opublikowane w żadnym znanym czasopiśmie. Ponadto, w czasie kiedy Maxey ogłosił artefakt datowany na 500.000 lat, nieznana była jeszcze skuteczna metoda, która potwierdziła by ten stan rzeczy (...)

## Krytyka i analiza
Pochodzenie artefaktu było przyczyną wielu spekulacji pseudonaukowych, obejmowały one m.in.:
- starożytną zaawansowaną cywilizację,
- prehistoryczną pozaziemską cywilizację,
- podróżujących w czasie ludzi, którzy podczas wizyty na Ziemi zgubili artefakt.

Dokładne dochodzenie zostało przeprowadzone przez osoby Pierre'a Stromberga oraz Paula Heinricha. To właśnie z pomocą członków towarzystwa "Spark Plug Collectors of America" zasugerowali oni, że artefakt to nic innego jak "świeca zapłonowa" z 1920 r. typu Champion. Chad Windham, prezydent Spark Plug Collectors of America potwierdził i zidentyfikował artefakt z Coso jako świecę zapłonową pochodzącą z 1920r używaną przy budowie silników Forda typu T oraz A. Inni kolekcjonerzy świec zapłonowych zgodzili się z jego oceną.
Od 2008 r. miejsce przechowywania "artefaktu" nie jest znane.